# NGC 7795
NGC 7795 – grupa gwiazd znajdująca się w gwiazdozbiorze Kasjopei, przez niektóre źródła klasyfikowana jako gromada otwarta. Odkrył ją John Herschel 29 września 1829 roku. Grupa ta znajduje się w odległości ok. 6,9 tys. lat świetlnych od Słońca oraz 31,4 tys. lat świetlnych od centrum Galaktyki.